# Borehamwood
Borehamwood – miasto w Anglii, w hrabstwie Hertfordshire, położone na północnym obrzeżu Londynu. W 2001 roku miasto liczyło 31 172 mieszkańców. Borehamwood znane jest ze studiów filmowych takich wytwórni filmowych jak: Millennium Studios, MGM-British Studios, British National Studios. W tych miejscach powstawały takie produkcje jak Indiana Jones, Odyseja kosmiczna, Big Brother UK, a także popularny na Wyspach Brytyjskich serial telewizyjny Eastenders i słynna farsa II wojny światowej ’Allo ’Allo!
W mieście mają kwatery główne firmy T-Mobile (branża telefonów komórkowych) oraz Pizza Hut UK.

## Współpraca
- Fontenay-aux-Roses, Francja
- Offenburg, Niemcy